# Dragutin Friedrich
Dragutin Friedrich altresì citato come Dragutin Fridrih (Koprivnica, 5 gennaio 1897 – Zagabria, 26 marzo 1980) è stato un calciatore jugoslavo, di ruolo portiere.